# Port de Manaus
Le port de Manaus est un port fluvial brésilien, C'est l'un des principaux ports du Brésil. Il est situé dans la ville de Manaus, dans l'État du Amazonas. Considéré comme le plus grand port flottant du monde, il dessert les États d'Amazonas, Roraima, Rondonia, Acre et les régions du nord du Mato Grosso. Il a été conçu par les Anglais et ouvert en 1907, alors que la ville était au plus fort de la ruée vers le caoutchouc. Il est actuellement administré par le gouvernement de l'État d'Amazonas.

## Présentation

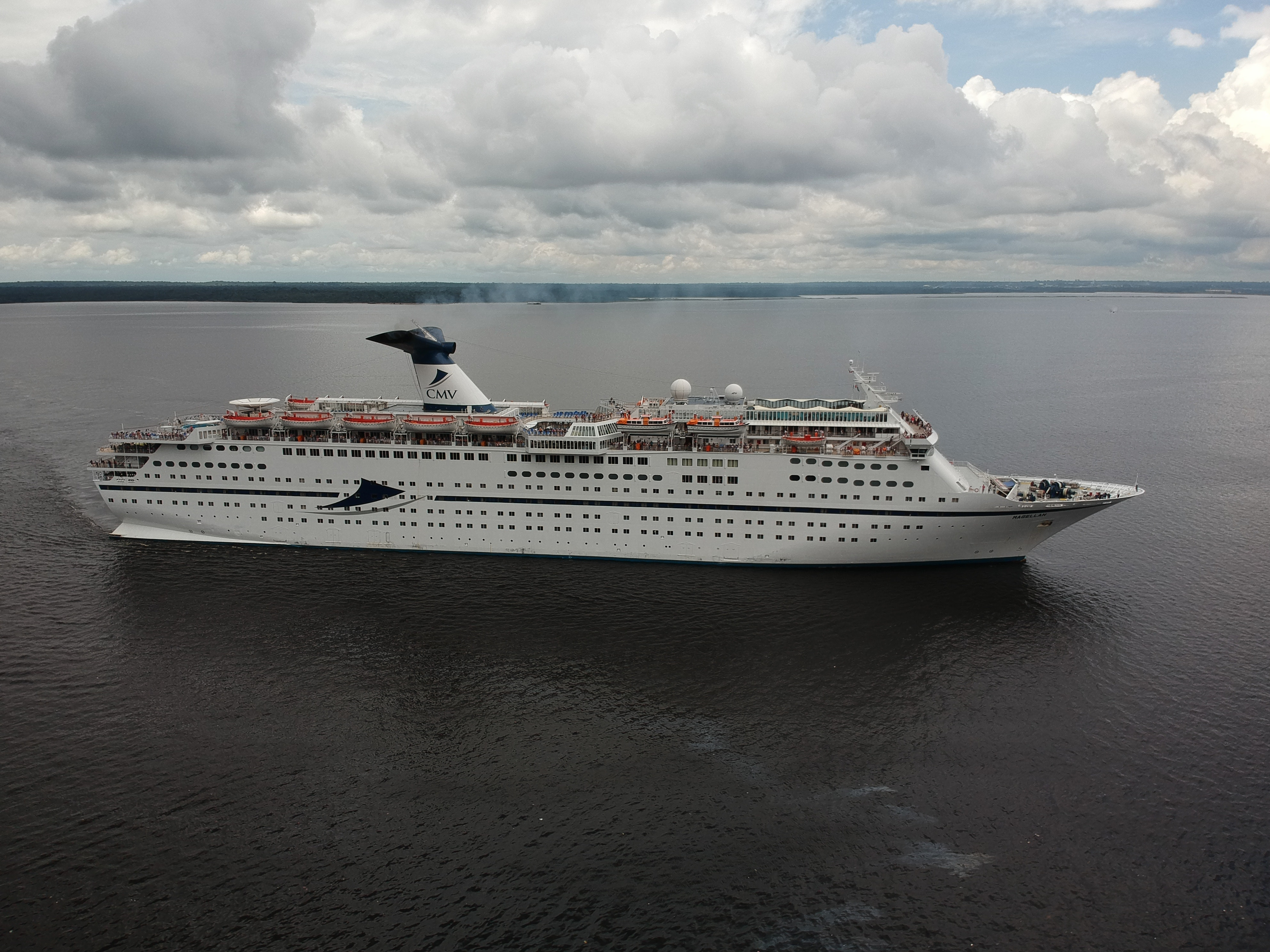
Croisière près du port de Manaus. Chaque année, la ville reçoit un grand nombre de touristes internationaux

Situé sur la rive gauche du Rio Negro, à 13 km du confluence avec le Rio Solimões, le port de Manaus est l'entrée principal à l'état d'Amazonas. Sa structure lui permet de recevoir plusieurs bateaux de toutes tailles, même lors du grand reflux. Le quai flottant est composé de deux parties différentes: la première en forme de T, utilisée pour l'amarrage des navires côtiers. La deuxième partie est le quai qui relie les ferries flottants au pont mobile.
En plus de servir à l'embarquement et au débarquement des passagers et des marchandises qui vont et viennent des villes de l'intérieur de l'État, il reçoit de grands touristes transatlantiques de différentes régions du monde. Elle décharge également les produits destinés à la Zone Franche de Manaus, en plus de servir des produits fabriqués dans la ville et destinés à diverses régions du Brésil et du monde.